# Vejle BK
Vejle Boldklub är en dansk fotbollsklubb från Vejle. Klubben bildades 1891 och spelar på Vejle Stadion. Vejle BK grundas som cricketförening och 1902 började man spela fotboll. Vejle BK blev danska mästare 1958, 1971, 1972, 1978 och 1984. Bland klubbens mest kända spelare är Allan Simonsen, Preben Elkjær Larsen, John Sivebæk, Thomas Gravesen och Ulrik le Fevre.
År 2011 gick Vejle samman med Kolding FC och bildade Vejle Boldklub Kolding. Detta samarbete tog dock slut 2013 och Vejle återgick till sitt ursprungliga namn Vejle Boldklub.

## Spelare

### Spelartrupp
| Nr | Land           | Pos | Namn                    |
| -- | -------------- | --- | ----------------------- |
| 1  | Slovenien      | MV  | Igor Vekić              |
| 2  | Danmark        | F   | Thomas Gundelund        |
| 3  | Chile          | F   | Miiko Albornoz          |
| 4  | Danmark        | D   | Oliver Provstgaard      |
| 5  | Gambia         | MF  | Hamza Barry             |
| 7  | Kongo-Kinshasa | A   | Yeni Ngbakoto           |
| 8  | Danmark        | MF  | Tobias Lauritsen        |
| 10 | Danmark        | MF  | Kristian Kirkegaard     |
| 11 | Gambia         | A   | Musa Juwara             |
| 13 | Bulgarien      | F   | Stefan Velkov           |
| 14 | Nederländerna  | F   | Damian van Bruggen      |
| 15 | Ghana          | MF  | Ebenezer Ofori          |
| 16 | Danmark        | F   | Andreas Tomaselli       |
| 17 | Grekland       | A   | Dimitrios Emmanouilidis |

| Nr | Land     | Pos | Namn                               |
| -- | -------- | --- | ---------------------------------- |
| 18 | Danmark  | A   | Anders K. Jacobsen                 |
| 22 | Danmark  | F   | Anders Sønderskov                  |
| 23 | Danmark  | F   | Lasse Flø                          |
| 24 | Danmark  | MV  | Tobias Haahr Jacobsen              |
| 25 | Kroatien | F   | Luka Hujber                        |
| 29 | Finland  | F   | Richard Jensen (lån från Aberdeen) |
| 30 | Danmark  | MF  | Oliver Amby                        |
| 33 | Ghana    | A   | Emmanuel Yeboah (lån från Brøndby) |
| 34 | Danmark  | MF  | Lundrim Hetemi                     |
| 37 | Danmark  | A   | Christian Gammelgaard              |
| 38 | Kroatien | F   | David Čolina (lån från Augsburg)   |
| 59 | Danmark  | F   | Marius Elvius                      |
| 71 | Japan    | MF  | Masaki Murata                      |
| 99 | Danmark  | MV  | Gustav Nørregaard Knudsen          |

### Svenska spelare
- Magnus Wikström (1996)
- Dick Last (1999)
- Jesper Ljung (1999–2000)
- Klebér Saarenpää (2007)
- Pablo Piñones-Arce (2007–2008)
- Valentino Lai (2008–2009)
- Dalil Benyahia (2008)
- Edin Cakovic
- Mikael Rynell (2011–2012)
- Gustaf Nilsson (2018–2019)
- Melker Hallberg (2018–2019)
- Diego Montiel (2019–2021)
- Alexander Milošević (2020)

## Svenska tränare
- Mats Gren, (2009–2011)
- Kleber Saarenpää, (2012–2013)
- Andreas Alm, (2016–2017)
- Johan Sandahl, (Assisterande, sedan 2018 – med kort sejour utanför - och igen sedan tidigt 2019)

## Andra kända spelare
- Tommy Troelsen, (1957–1968)
- Ulrik le Fevre, (1965–1969)
- Allan Simonsen, (1971–1972, 1983–1989)
- John Sivebæk, (1980–1985, 1994–1996)
- Preben Elkjær Larsen, (1988–1990)
- Thomas Gravesen, (1995–1997)